# Mario Rufini
Mario Roberto Rufini, noto anche con lo pseudonimo di Roberto (Roma, 14 settembre 1919 – Tetto Boa, dicembre 1944), è stato un militare e partigiano italiano, medaglia d'oro al valor militare alla memoria.

## Biografia
Era iscritto alla Facoltà di economia e commercio dell'Università di Roma quando, nel marzo del 1940, fu chiamato alle armi. Divenne sottotenente di complemento nell'aprile del 1941 e fu assegnato al 92º Reggimento di Fanteria della Divisione "Superga". Al momento dell'armistizio, Rufini si trovava in Francia, tenente nel Battaglione Mitraglieri del I Corpo d'armata. Catturato dai tedeschi e deportato in Polonia, dopo alcuni mesi il giovane riuscì ad evadere e a tornare in Italia.
Raggiunto il Cuneese, Rufini si aggregò alle formazioni di "Giustizia e Libertà" mettendosi presto in luce, soprattutto durante gli scontri con i tedeschi del 17 agosto 1944 nella zona di Valdieri, per le sue capacità di combattente. Designato comandante, con il nome di battaglia di "Roberto", della banda "Entracque" nei primi giorni dell'ottobre 1944, Rufini alla fine del mese aveva già disposto i suoi uomini nella zona Monte Croce-Saben, in modo da poter contrastare agevolmente i rastrellamenti nazifascisti che si attendevano massicci.
Il giovane ufficiale fu catturato, il 26 novembre del 1944, con il suo amico sottotenente Franco Lavinj, dai fascisti della Divisione "Littorio". Come è ricordato nella motivazione della massima ricompensa al valore, "[...] caduto in mani nemiche e offertegli vita e libertà a prezzo del suo asservimento, sdegnosamente respingeva la divisa che gli veniva presentata, pronunciando così, da se stesso, la sua sentenza di morte [...]". Mario Rufini e Franco Lavinj, consegnati ai brigatisti neri di Cuneo, furono portati sulla strada tra Roccavione e Robilante. I fascisti gli spararono alle gambe e, quando li ebbero così immobilizzati, li irrorarono di benzina e li arsero vivi. La Brigata Giustizia e Libertà "Val Gesso" perdeva, in questo modo atroce, due dei più preparati quadri partigiani delle Divisioni "Giustizia e Libertà" del Cuneese.